# Christian Natter
Christian Natter (* 1985 in Essen) ist ein deutscher Schauspieler.

## Leben
Christian Natter, im Ruhrgebiet geboren, entschied sich während seines Zivildienstes in Brasilien, bei dem er mit Jugendlichen an einem Theaterstück arbeitete, für den Schauspielberuf.
Seine ersten Theaterengagements als freier Schauspieler im Ruhrgebiet hatte er am „Theater Courage“ in Essen (2007–2009), bei der „Studiobühne Bottrop“ (2008) und am Aalto-Theater in Essen. In der Folgezeit wirkte er in Schauspielrollen in verschiedenen Opern-Inszenierungen mit, u. a. an der Komischen Oper (2008–2014), an den Wuppertaler Bühnen, bei den Schwetzinger Festspielen (2009, als Pluto in der Uraufführung des Musiktheaterwerks Proserpina von Wolfgang Rihm) und an der Berliner Staatsoper.
Anschließend war er von 2012 bis 2016 vier Jahre festes Ensemblemitglied beim Berliner Autorentheater „theater 89 Berlin“, wo er u. a. Hauptrollen als Hans Schnier in Ansichten eines Clowns (Regie: Hans-Joachim Frank), als Tempelherr in Nathan der Weise und als Wolfgang in Rheinsberg: Ein Bilderbuch für Verliebte übernahm.
In der Spielzeit 2011/12 gastierte er an den Mainzer Kammerspielen. Von 2013 bis 2015 war er alljährlich auf Sommertournee durch Brandenburg, wo die Stücke Rheinsberg und Der böse Geist Lumpacivagabundus bei Freilichtaufführungen in historischen Stadtkernen gezeigt wurden. In der Spielzeit 2017/18 gastierte er in Hans Neuenfels’ Salome-Inszenierung an der Berliner Staatsoper in einer Schauspielrolle, in der er den Schriftsteller und Dandy Oscar Wilde verkörperte.
Natter stand auch für einige Kino- und TV-Produktionen vor der Kamera, u. a. in Feuchtgebiete (Regie: David Wnendt) nach Charlotte Roches gleichnamigem Roman und in Die Hannas (Regie: Julia C. Kaiser), dem Gewinnerfilm des „Achtung Berlin-Festivals“ 2017.
Er hatte Episodenrollen in den TV-Serien SOKO Stuttgart (2017, als tatverdächtiger Dachdecker-Azubi) und In aller Freundschaft – Die jungen Ärzte (2018, als verletzter Fensterputzer Vinz Velden, der gemeinsam mit seinem besten Freund eine kleine Reinigungsfirma betreibt).
Seine erste Fernsehhauptrolle spielte Natter in der im Dezember 2018 im Rahmen der „ZDF-Herzkino“-Reihe ausgestrahlten Rosamunde-Pilcher-Verfilmung Das Geheimnis der Blumeninsel, in der er den Literaturprofessor John Harding, den Ehemann der weiblichen Hauptdarstellerin (Eva-Maria Grein von Friedl), verkörperte. In der 2. Staffel (2019) und 3. Staffel (2021) der ZDF-Serie SOKO Hamburg war Natter als Sozialarbeiter Dirk Hennemann und Bekannter der Kommissarin Lena Testorp (Anna von Haebler) zu sehen. In der 9. Staffel der ZDF-Serie Letzte Spur Berlin (2020) hatte Natter eine der Episodenhauptrollen als verschwundener, junger Rechtsanwalt Martin Siebert.
Natter lebt in Berlin.

## Filmografie (Auswahl)
- 2011: Eine dunkle Begierde (A Dangerous Method, Kinofilm)
- 2013: Feuchtgebiete (Kinofilm)
- 2015: Nele in Berlin (Fernsehfilm)
- 2015: über den Tag hinaus (Fernsehfilm)
- 2016: Die Hannas (Kinofilm)
- 2016: Maybe, Baby! (Kinofilm)
- 2017: SOKO Stuttgart: Dachschaden (Fernsehserie, eine Folge)
- 2018: In aller Freundschaft – Die jungen Ärzte: Hand aufs Herz (Fernsehserie, eine Folge)
- 2018: Rosamunde Pilcher: Das Geheimnis der Blumeninsel (Fernsehreihe)
- 2019, 2021: SOKO Hamburg: Tod einer Unsichtbaren, Schäferstündchen, Die nackte Wahrheit (Fernsehserie, drei Folgen)
- 2019: Morden im Norden: Herzweh (Fernsehserie, eine Folge)
- 2020: Letzte Spur Berlin: Alibi (Fernsehserie, eine Folge)
- 2023: Notruf Hafenkante: Alstervergnügen (Fernsehserie, eine Folge)